# (35939) 1999 JO127
1999 JO127 (asteroide 35939) é um asteroide da cintura principal. Possui uma excentricidade de 0.17254640 e uma inclinação de 14.44915º.
Este asteroide foi descoberto no dia 13 de maio de 1999 por LINEAR em Socorro.